# K-335 Gepard
K-335 Gepard je podmornica razreda Ščuka-B Ruske vojne mornarice. Njen gredelj je bil položen 23. septembra 1991, splavljena je bila 17. septembra 1999, v uporabo pa je bila predana 5. decembra 2001 in postala je del 24. divizije podmornic Severne flote v Gadžijevem. 22. februarja 1993 je bila poimenovana Gepard.
Med septembrom in oktobrom 2004 je opravila bojno patruljiranje v Atlantskem oceanu. Med septembrom in oktobrom 2005, med junijem in julijem 2007, med septembrom in oktobrom 2008, med junijem in septembrom 2009, med junijem in avgustom 2010 ter med aprilom in junijem 2011 je ponovno opravila bojno patruljiranje.
14. januarja 2012 je na podmornici izbruhnil manjši požar. 11. februarja 2012 se je na podmornici obesil častnik torpednega odseka. Med aprilom in majem 2012 je opravila bojno patruljiranje.
Leta 2013 je bila poslana na remont v ladjedelnico Nerpa. Novembra 2015 se je podmornica vrnila v uporabo.
Leta 2020 je opravila 88-dnevno bojno patruljiranje.
17. junija 2021 je izvedla mornariške vaje v Barentsovem morju.
V zimi 2021/2022 je ponovno opravila bojno patruljiranje.